# Centistidea irruptor
Centistidea irruptor är en stekelart som först beskrevs av Papp 1987.  Centistidea irruptor ingår i släktet Centistidea och familjen bracksteklar. Inga underarter finns listade.